# كوكن

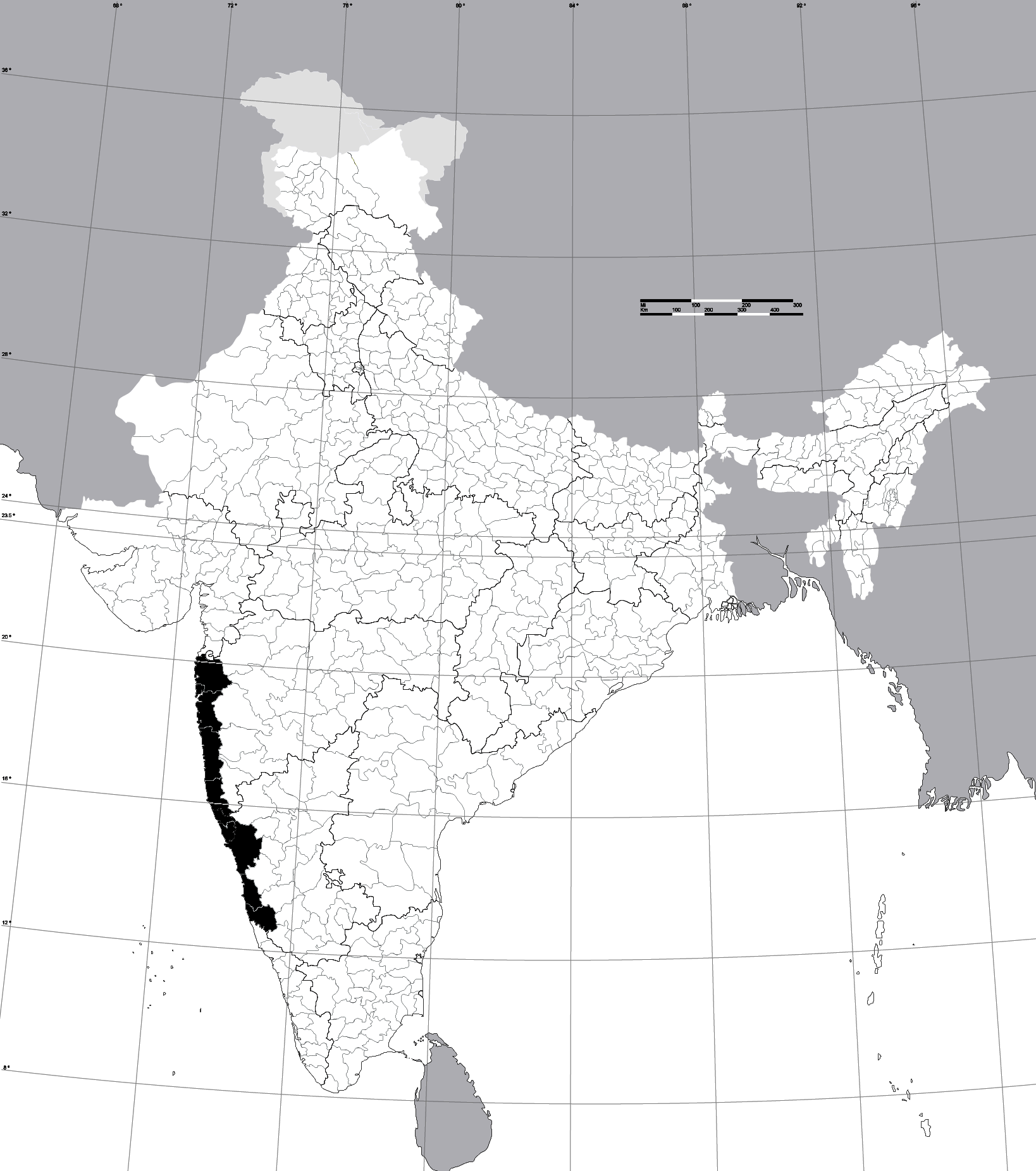
عمالات الهند الحديثة الداخلة في أرض كوكن

كَوْكَن (بالهندستانية: کوکن) بسيط من الأرض على ساحل بحر العرب من بلاد الهند، وأوله من بدء ساحل ولاية كرناتك جنوبا إلى انتهاء ساحل ولاية مهاراشترة شمالا عند نهر دمن كنكا.
تتميز هذه المنطقة بالمصبات والشلالات القوية العالية وكثرت الأمطار فيها وإخضرار أراضيها حيث تزرع فيها الشاهي والأرز وغيرها من المحاصيل وجمالها الطبيعي.